# Snakes for the Divine
Snakes for the Divine è il quinto album del gruppo doom metal statunitense High on Fire.

## Tracce
1. Snakes for the Divine – 8:23
2. Frost Hammer – 6:07
3. Bastard Samurai – 6:37
4. Ghost Neck – 5:01
5. The Path – 1:20
6. Fire, Flood & Plague – 6:08
7. How Dark We Pray – 8:06
8. Holy Flames of the Fire Spitter – 4:13

## Formazione
- Matt Pike – voce, chitarra
- Jeff Matz – basso
- Den Kensel – batteria